# Giulio Cesare Guarnieri
Giulio Cesare Guarnieri (Campagna, 1550 circa – Campagna, 1607) è stato un vescovo cattolico italiano.

## Biografia
Figlio del dottor Luigi e Cornelia De Riccardis, come i suoi quattro fratelli, si laureò in diritto canonico e civile e in seguito divenne sacerdote. Uno dei suoi fratelli, Giacomantonio, si sposò con la sorella del cardinale Vincenzo Lauro e del vescovo Marco Lauro.
Nel 1591 venne eletto vescovo delle diocesi di Satriano e Campagna, succedendo a al dimissionario ferrarese Flaminio Roverella.
Nel 1592 si impegnò a far rinascere la confraternita del Santissimo Nome di Dio, antica confraternita campagnese scioltasi precedentemente. Nel 1594 diede inizio ai lavori di costruzione della chiesa e del convento degli Osservanti della Concezione, restaurò e consacrò la chiesa di San Martino presso la località Folcata e, intorno al 1600 convocò un sinodo diocesano.
Morì a Campagna nel 1607 e venne probabilmente sepolto nella Chiesa del Santissimo Salvatore e Sant'Antonino.